# Landkreis Zweibrücken
Der Landkreis Zweibrücken war ein Landkreis in Rheinland-Pfalz.

## Geographie
Der Landkreis grenzte Anfang 1969 im Uhrzeigersinn im Westen beginnend an den Landkreis Homburg (im Saarland) sowie an die kreisfreie Stadt Zweibrücken, an die Landkreise Kusel, Kaiserslautern und Pirmasens und an die kreisfreie Stadt Pirmasens. Im Süden grenzte er an das französische Arrondissement Sarreguemines im Département Moselle.

## Geschichte

### Landkommissariat Zweibrücken
1818 wurde nach den Gebietsveränderungen des Wiener Kongresses das Landkommissariat Zweibrücken gebildet. Es gehörte zur Pfalz (Bayern).

### Bezirksamt Zweibrücken
1862 wurde aus dem Landkommissariat das Bezirksamt Zweibrücken gebildet. 1902 wurden die Distrikte St. Ingbert und Blieskastel abgetrennt und daraus das Bezirksamt Sankt Ingbert gebildet.
Am 1. März 1920 schied die Stadt Zweibrücken aus dem Bezirksamt aus und wurde zur kreisunmittelbaren Stadt.
Am 1. Juli 1920 wurde das Bezirksamt 1920 infolge des Versailler Vertrages und der Abtrennung des Saargebiets vom Deutschen Reich neu abgegrenzt:
- Die Gemeinden Altheim, Bliesdalheim, Böckweiler, Breitfurt, Brenschelbach, Einöd-Ingweiler, Medelsheim, Mimbach, Neualtheim, Niedergailbach, Peppenkum, Seyweiler, Utweiler, Walsheim und Webenheim wechselten aus dem Bezirksamt Zweibrücken in den Kreis Homburg im Saargebiet.
- Die Gemeinden Bechhofen, Bruchhof-Sanddorf, Großbundenbach, Käshofen, Kirrberg, Kleinbundenbach, Krähenberg, Lambsborn, Langwieden, Martinshöhe, Mörsbach, Rosenkopf und Wiesbach des Bezirksamts Homburg verblieben im Deutschen Reich und wurden dem Bezirksamt Zweibrücken zugeordnet.

Am 1. April 1938 schied die Gemeinde Bruchhof-Sanddorf aus dem Landkreis Zweibrücken aus und wurde in die saarländische Stadt Homburg eingegliedert.
1939 wurde das Bezirksamt wie alle bayerischen Bezirksämter in Landkreis umbenannt.

### Landkreis Zweibrücken
Nach dem Zweiten Weltkrieg wurde der Landkreis Teil der französischen Besatzungszone. Die Errichtung des Landes Rheinland-Pfalz wurde am 30. August 1946 als letztes Land in den westlichen Besatzungszonen durch die Verordnung Nr. 57 der französischen Militärregierung unter General Marie-Pierre Kœnig angeordnet. Es wurde zunächst als „rhein-pfälzisches Land“ bzw. als „Land Rheinpfalz“ bezeichnet; der Name Rheinland-Pfalz wurde erst mit der Verfassung vom 18. Mai 1947 festgelegt.
Am 23. April 1949 wurde die Gemeinde Kirrberg aus dem  Landkreis Zweibrücken in den Landkreis Homburg umgegliedert.
Im Rahmen der Gebietsreformen in Rheinland-Pfalz wechselten die Gemeinden Höhmühlbach und Wallhalben am 7. Juni 1969 aus dem Landkreis Pirmasens in den Landkreis Zweibrücken. Am 22. April 1972 wurde der Landkreis Zweibrücken aufgelöst:
- Die Gemeinden Mittelbach-Hengstbach, Mörsbach, Oberauerbach, Rimschweiler und Wattweiler wurden in die kreisfreie Stadt Zweibrücken eingegliedert.
- Die Gemeinden Lambsborn, Langwieden und Martinshöhe kamen zum Landkreis Kaiserslautern.
- Alle übrigen Gemeinden kamen zum Landkreis Pirmasens; der größte Teil von ihnen bildete darin die Verbandsgemeinde Zweibrücken-Land.[6] Der Landkreis Pirmasens wurde am 1. Januar 1997 in Landkreis Südwestpfalz umbenannt.

Das Bezirksamtsgebäude stand bis zur Kriegszerstörung 1945 auf dem Verkehrsdreieck Landauer Straße – Bleicherstraße. Später befand sich das Landratsamt an nahezu derselben Stelle, jedoch an die Straßenseite verlagert, in der Landauer Straße 18–20. Das ehemalige Landratsgebäude dient seitdem als Sitz der Verbandsgemeinde Zweibrücken-Land.

## Einwohnerentwicklung
| Jahr | Einwohner | Quelle |
| ---- | --------- | ------ |
| 1864 | 56.116    | [ 7 ]  |
| 1885 | 65.149    | [ 8 ]  |
| 1900 | 78.410    | [ 9 ]  |
| 1910 | 47.519    | [ 9 ]  |
| 1925 | 35.741    | [ 9 ]  |
| 1939 | 27.092    | [ 9 ]  |
| 1950 | 26.582    | [ 9 ]  |
| 1960 | 29.400    | [ 9 ]  |
| 1971 | 32.300    | [ 10 ] |

## Landräte
Letzter Landrat des Kreises war von Juni 1948 bis ins Frühjahr 1972 Richard Kling.

## Städte und Gemeinden
Zum Zeitpunkt seiner Auflösung gehörten dem Landkreis Zweibrücken eine Stadt und 34 weitere Gemeinden an:
| - Althornbach - Battweiler - Bechhofen - Biedershausen - Bottenbach - Contwig - Dellfeld - Dietrichingen - Großbundenbach | - Großsteinhausen - Hornbach, Stadt - Käshofen - Kleinbundenbach - Kleinsteinhausen - Knopp-Labach - Krähenberg - Lambsborn - Langwieden | - Martinshöhe - Maßweiler - Mauschbach - Mittelbach-Hengstbach - Mörsbach - Oberauerbach - Reifenberg - Riedelberg - Rieschweiler-Mühlbach | - Rimschweiler - Rosenkopf - Schmitshausen - Wallhalben - Walshausen - Wattweiler - Wiesbach - Winterbach |

Die folgenden Gemeinden verloren vor 1972 ihre Eigenständigkeit:
- Bubenhausen, 1926 zu Zweibrücken
- Hengstbach, am 7. Juni 1969 zu Mittelbach-Hengstbach
- Ixheim, am 1. April 1938 zu Zweibrücken
- Mittelbach, am 7. Juni 1969 zu Mittelbach-Hengstbach
- Niederauerbach, am 1. April 1938 zu Zweibrücken
- Niederhausen, am 7. Juni 1969 zu Winterbach
- Oberhausen, am 1. April 1968 zu Wallhalben
- Rieschweiler, am 7. Juni 1969 zu Rieschweiler-Mühlbach
- Stambach, am 7. Juni 1969 zu Contwig

## Kfz-Kennzeichen
Am 1. Juli 1956 wurde dem Landkreis bei der Einführung der bis heute gültigen Kfz-Kennzeichen das Unterscheidungszeichen ZW zugewiesen. Es wird in der kreisfreien Stadt Zweibrücken durchgängig bis heute ausgegeben. Seit dem 2. Februar 2015 ist es auch für die Bürger im Landkreis Südwestpfalz wieder zugelassen.